# Budget du gouvernement du Québec de 1997
Lire en ligne

Discours sur le budget

1996 1998
Le budget du gouvernement du Québec de 1997 s'appliquant à l'année fiscale 1997-98 est présenté par Bernard Landry le 25 mars 1997 à l'Assemblée nationale. C'est le deuxième exposé budgétaire de Bernard Landry.

## Contexte

### Déclaration du 26 novembre 1996
Quelques mois après le Sommet sur l'économie et l'emploi, Bernard Landry fait une déclaration ministérielle sur l'instauration du Fonds de lutte contre la pauvreté par la réinsertion au travail. Ce fonds, disposant de 250 millions de dollars doit financer des initiatives de réinsertion et est financé à parts égales par les particuliers et les sociétés.
Afin de financer le fonds, la déclaration instaure :
- Pour les particuliers : une contribution additionnelle égale à 0,3 % de leur impôt sur le revenu ;
- Pour les sociétés : une contribution additionnelle égale à 2,8 % de leur impôt sur les sociétés :
- Une contribution additionnelle de 3,0 % égale à de la taxe sur le capital est instaurée pour les institutions financières (banques et Mouvement Desjardins).

### Déclaration du 19 décembre 1996
Bernard Landry fait une autre déclaration ministérielle le 19 décembre 1996 portant sur une réduction des taxes sur la masse salariale pour favoriser l'emploi,.
Un crédit d'impôt remboursable de 750 $ par emploi admissible à temps-plein (30 h/semaine et plus) créé est instauré pour certaines entreprises éligibles à partir du 1er janvier 1997 à deux conditions:
- L'employeur doit avoir créé des emplois à temps plein ;
- L'employeur doit avoir payé plus de cotisations au Fonds des services de santé que dans la période précédente (donc que sa masse salariale a augmenté) ;
- Si l'entreprise emploie plus de 25 personnes un accord de partage volontaire du temps de travail doit être en place.

Le montant total de crédits attribués est plafonné à 22 500 $ par employeur par an.

## Principales mesures

### Impôt sur le revenu

#### Réforme de l'impôt
L'impôt sur le revenu est profondément remanié avec: 
- Une nouvelle table d'imposition à trois paliers (au lieu de 5 précédemment) :
  - 20 % pour les revenus inférieurs à 25 000 $ ;
  - 23 % entre 25 000 $ et 50 000 $ ;
  - 26 % au delà de 50 000 $ ;
- Une simplification de la structure de l'impôt :
  - L'abolition de la surtaxe (instaurée dans le budget 1993) ;
  - L'abolition de la réduction d'impôt de 2 % ;
- Le taux d'imputation des crédits d'impôts passe de 20 à 23 % ;
- Le taux de l'impôt minimum de remplacement est haussé à 23 % ;

#### Création du régime simplifié
Un régime simplifié est instauré et proposé à certains contribuables éligibles :
- Si ce choix est fait la majorité des déductions et crédits du régime habituel (nommé dès lors régime général) sont remplacés par un montant forfaitaire de 2 350 $ (soit un crédit de 541 $) ;
- Deux conjoints peuvent déclarer leurs impôts sur une déclaration simplifiée commune.

#### Mesures pour les ménages à faible revenus
D'autres mesures sont destinées aux ménages à faible revenus:
- Le crédit remboursable pour la TVQ est bonifié de 265 millions de dollars avec un montant additionnel de 50 $ par adulte (afin de compenser la hausse de la taxe de vente en 1998)[6];
- Le remboursement d'impôts fonciers est bonifié de 35 millions de dollars ;
- Le crédit d'impôt pour frais de garde est bonifié de 23 millions de dollars.

#### Autres mesures
La déduction pour frais de scolarité est supprimée et remplacée par un crédit d'impôt non-remboursable mais reportable indéfiniment aux années ultérieures. Le taux du crédit est de 20 % en 1997 et 23 % à partir de 1998. Certains frais accessoires devient éligibles au crédit d'impôt (excepté les cotisations aux associations étudiantes).

### Impôt sur les sociétés
Le crédit d'impôt remboursable pour les taxes sur la masse salariale annoncé en décembre 1996 est largement bonifié:
- Le montant par emploi passe de 750 à 1 200 $ ;
- Le plafond du crédit passe de 22 500 à 36 000 $ par entreprise ;
- Les employés travaillant entre 26 et 29 heures par semaine deviennent éligible au crédit ;
- Le crédit d'impôt peut désormais être versé de façon anticipée.

Les mesures s'appliquent rétroactivement au 1er janvier 1997.

### Taxe de vente du Québec
Le budget annonce la hausse de la TVQ de 6,5 % à 7,5 % le 1er janvier 1998 afin de financer la baisse de l'impôt sur le revenu.
Les crédits budgétaires alloués au réseau de la santé et de l'éducation sont haussés de 20 millions de dollars pour compenser la hausse des prix de leurs achats dû à l'augmentation de TVQ.
Le remboursement de taxe de vente aux grandes entreprises, annoncé en 1995 et repoussé au 31 mars 1997 lors du budget précédent est finalement annulé indéfiniment. Cette mesure rapporte 517 millions au trésor provincial.

### Dépenses publiques
Jacques Léonard, président du Conseil du Trésor dépose le 18 mars 1997 le budget de dépenses pour 1997-98. Le volume de dépenses totales (39,8 milliards de dollars) est en recul de 900 millions par rapport à 1996-97. Le budget de dépenses prévoit des réductions budgétaires pour la deuxième année consécutive :
- 683 millions de budget en moins pour l'éducation ;
- 760 millions en moins dans le budget de la santé et des services sociaux ;
- Des coupures de 4,3 % dans la sécurité du revenu ;
- Des fusions de commissions scolaires pour en réduire le nombre ;
- Une hausse des droits de scolarité pour les étudiants étrangers ;
- Une hausse de 30 millions du budget au ministère du Revenu pour intensifier la lutte contre l'évasion fiscale et le travail non déclaré.

Le budget met de côté 75 millions de dollars pour le projet de Grande Bibliothèque à Montréal, parlant d'une priorité personnelle du premier ministre Lucien Bouchard,.

## Réactions

### Monde politique
André Bourbeau, critique de l'opposition officielle aux finances publiques critique vertement la hausse de la taxe de vente :

« Malgré la promesse de M. Bouchard, la promesse référendaire de Jean Campeau, qui avait menacé les Québécois d'augmenter de 1 % la taxe de vente s'ils votaient NON, est réapparue. »

— André Bourbeau
Il conteste également que la baisse de l'impôt sur le revenu compense cette augmentation, pointant que les compressions des transferts aux municipalités et aux commissions scolaires mèneront à des augmentations de taxes scolaires et foncières. 
Le chef de l'Action démocratique Mario Dumont souligne que les impôts ont augmenté de 1,5 milliard sous le gouvernement Bouchard.

### Médias
Claude Picher de La Presse relativise largement la baisse de l'impôt sur le revenu, en pointant qu'elle ne s'adresse pas à la classe moyenne (malgré les déclarations de Bernard Landry) et que la hausse de la taxe de vente vient de toute façon annuler tout avantage net pour les contribuables. Il salue en revanche l'effort de simplification du régime fiscal et les mesures proposées dans le budget (table d'imposition remaniée, régime simplifié, clarification des formulaires fiscaux).
Alain Dubuc, du même journal, relativise la portée de la réforme fiscale et pointe que le budget, malgré ses trois cents pages de documentation, est relativement simple. Globalement il salue le respect de la trajectoire de réduction du déficit et le sérieux général du budget.

### Autres groupes
Les milieux d'affaires et patronaux accueillent le budget plutôt favorablement, malgré quelques critiques portant sur la taxe de vente : Michel Audet, président de la Chambre de commerce de Québec critique sévèrement la hausse d'un point en 1998 alors que Denis Beauregard, président du Conseil du patronat du Québec déplore le report du remboursement de TVQ aux grandes entreprises.
Le budget est en revanche reçu plus froidement dans le monde syndical notamment du fait des compressions annoncées dans le budget de dépenses. Gérald Larose (CSN), Clément Godbout (FTQ) et Lorraine Pagé (CEQ), tout en critiquant les grandes orientations du budget, appuient certaines mesures (mesures pour l'emploi, simplification du régime fiscal, lutte contre l'évasion fiscale). Claude Gingras, président de la CSD appuie le budget, en pointant la réduction réussie du déficit public et la simplification de l'impôt sur le revenu.
Les fédérations du domaine de la santé et de l'éducation critiquent vertement les compressions annoncées dans le budget de dépenses et le manque de mesures pour l'emploi, notamment des jeunes.

## Parcours législatif
Le projet de loi n° 161 qui met en place les dispositions du budget 1997 (et certaines autres déclarations ministérielles et bulletins d'informations du ministère des Finances) est un document particulièrement long (495 pages pour 781 articles, beaucoup plus que dans les années précédentes) et complexe (modifiant un total de 30 lois différentes).
Le projet de loi est adopté à main levée le 18 décembre 1997 et est sanctionné le lendemain.

## Exécution
Le budget 1997-98 a été exécuté correctement, même si les comparaisons sont rendues difficiles par l'application en cours d'année d'une réforme comptable élargissant le périmètre du gouvernement (annoncée dans le budget 1998). À l'inverse des années précédentes, les rentrées fiscales sont supérieures aux prévisions et les transferts fédéraux moins importants que prévu. Les dépenses sont en forte augmentation mais dans une moindre proportion que la hausse des revenus permettant de légèrement dépasser la cible de déficit.
|                       |                       |                   |                      |           |
| Indicateur            | 25 mars 1997 Discours | Chiffres ajustés, | Résultats définitifs | Variation |
|                       |                       |                   |                      |           |
| Revenus autonomes     | 32 268                | 33 971            | 35 480               | 1 509     |
| Transferts fédéraux   | 5 808                 | 6 214             | 5 990                | 224       |
| Revenus totaux        | 38 076                | 40 095            | 41 470               | 1 285     |
|                       |                       |                   |                      |           |
| Dépenses de programme | 34 374                | 34 994            | 36 302               | 1 308     |
| Service de la dette   | 5 902                 | 7 426             | 7 360                | 66        |
| Dépenses              | 40 276                | 40 864            | 40 538               | 1 242     |
|                       |                       |                   |                      |           |
| Déficit               | 2 200                 | 2 323             | 2 192                | 43        |
|                       |                       |                   |                      |           |

### Contrôle des dépenses
Lors du dépôt du livre des crédits, le gouvernement dépose 40,19 milliards de crédits budgétaires pour l'année 1997-98. Deux séries de crédits supplémentaires ont été déposées en 1997:
- En mai 1997, les Crédits supplémentaires n°1 d'un montant de 195,6 millions sont déposés pour le financement du programme FAIRE, le programme d'emploi des jeunes et le développement de l'économie sociale[27];
- En novembre 1997, les Crédits supplémentaires n°2 d'un montant de 416,1 millions sont déposés pour le financement de la politique familiale (création du réseau des CPE annoncé en septembre)[28].

À la fin de l'année, 333 millions de crédits n'ont pas été dépensés grâce à 125 millions d'économies liées à l'entrée en vigueur de l'entente Québec–Municipalités et 102 millions de compressions réalisées dans les dépenses gouvernementales pour financer les surcoûts de la mise en place de la politique familiale. La variation des crédits permanents explique le solde restant de 106 millions.
|                                             |         |         |                 |           |
| Secteur                                     | 1996-97 | 1997-98 | Variation       | Variation |
|                                             |         |         |                 |           |
| Santé et services sociaux                   | 12 945  | 13 009  | en augmentation | 0,5 %     |
| Éducation et culture                        | 10 612  | 10 018  | en diminution   | – 5,6 %   |
| Soutien aux personnes et aux familles       | 4 376   | 4 428   | en augmentation | 1,2 %     |
| Économie et environnement                   | 3 942   | 3 850   | en diminution   | – 2,3 %   |
| Gouverne et justice                         | 3 020   | 3 456   | en augmentation | 14,4 %    |
| Dépenses de programme                       | 34 895  | 34 759  | en diminution   | – 0,4 %   |
| Amortissement des immobilisations et autres | –11     | 381     | N/A             | N/A       |
| Service de la dette                         | 5 860   | 6 790   | en augmentation | 15,9 %    |
| Dépenses totales                            | 40 746  | 41 930  | en augmentation | 2,9 %     |